# 釋原真
釋原真（1344年—1385年），號用藏，松江上海人，俗姓朱，為明朝松江興聖寺沙門。

## 生平
原真法師於松江興聖寺出家後受戒，深入研學天臺教觀，戒行清淨高潔，又博覽群書，精修法華及彌陀懺法，閒暇時書寫《法華》等經，隨緣為大眾演說佛法，夜間禪坐不倒單。
明朝洪武十八年（1385年），身有微疾，在淨身沐浴後，寫了一首偈子向大眾宣告：「四十二年，無作無修，有生有滅，大海一漚，真歸無歸，心空淨遊。」便盤腿坐化圓寂 了。